# Pic de la Portelleta
El Pic de la Portelleta o Tossa Plana de Lles és una muntanya de 2.905 metres sobre el nivell del mar, fronterera entre Andorra i la Baixa Cerdanya, concretament entre la parròquia d'Escaldes-Engordany i el municipi de Lles de Cerdanya. És un dels set únics cims d'Andorra que superen els 2.900 metres d'altitud.
Les duplicitats toponímiques són força habituals als massissos d'una certa envergadura, amb vessants geogràficament molt diferenciats. És el cas de la Tossa Plana de Lles, anomenada així a la Cerdanya, que rep el nom de Pic de la Portelleta per la banda andorrana.
En dies clars es poden apreciar la Maladeta, la Pica d'Estats i la major part dels relleus del Pallars i d'Andorra, i fins i tot els del Conflent i el Canigó.
Aquest cim està inclòs a la llista dels 100 cims de la FEEC amb el nom de Tossa Plana de Lles (Pic de la Portelleta). 